# Масариктаун (Флорида)
Масариктаун (англ. Masaryktown) — статистически обособленная местность, расположенная в округе Эрнандо (штат Флорида, США) с населением в 920 человек по статистическим данным переписи 2000 года.

## География
По данным Бюро переписи населения США статистически обособленная местность Масариктаун имеет общую площадь в 2,85 квадратных километров, водных ресурсов в черте населённого пункта не имеется.
Статистически обособленная местность Масариктаун расположена на высоте 19 м над уровнем моря.